# Moteur V6 ESL
Le moteur V6 ESL  connu également sous les codes « moteur ES » chez PSA et « moteur L » chez Renault, est un moteur thermique automobile à combustion interne, essence quatre temps, avec  six cylindres en V avec chemises sèches en fonte dans le bloc en aluminium, ouvert à 60°, refroidi par eau, doté d'un vilebrequin 4 paliers, avec 4 arbres à cames en tête, entraînés par une courroie de distribution crantée, avec 2 culasses en aluminium, 24 soupapes en tête. Introduit en 1997 avec la Peugeot 406 Coupé, sa conception est des plus modernes pour l'époque. Il fournit une puissance de 140 kW (194 ch) pour 2 946 cm3 de cylindrée. Il est également doté d'un catalyseur, devenu incontournable pour le respect des normes européennes d'émission.
ESL est le sigle de ES (l'appellation PSA) et de L (l'appellation Renault). Il a remplacé l'ancien « moteur V6 PRV » (Peugeot-Renault-Volvo), qui avait atteint un âge avancé. Il est issu d'une collaboration entre les deux constructeurs automobiles français PSA et Renault, et ses coûts ont été partagés. Cependant, c'est Peugeot qui se chargera du développement de ce moteur V6 "nouvelle génération". Pour Renault, il fait partie d'une campagne d'investissement moteur de 14 milliards de francs (environ 2,087 milliards d'€). Le « moteur V6 ESL » est usiné et assemblé à Douvrin, dans l'usine de la Société Française de Mécanique créée en 1969 par Renault et Peugeot, qui détenaient chacun 50 % de la société. 

Il fut ensuite mis à jour en 2000 à l'occasion de la sortie de la Peugeot 607 et de la Citroën C5, et repris sur les Peugeot 406 et 406 Coupé. Après un passage chez Porsche sa puissance est portée à 152 kW (210ch CEE) grâce notamment à un calage variable à l'admission, tandis que sa consommation est en baisse. Plus tard lors de la sortie de la 407, PSA, améliore le calage a l'admission avec une commande en continu et pousse le moteur à 155 kW (211ch CEE).

De son côté, Renault confie son moteur à SOLUTION F qui le pousse encore plus pour sa Clio V6, où sa puissance est portée à 230ch (169 kW). Pour sa Clio V6 phase 2, la rampe d'injection est dédoublée et les injecteurs sont plus gros de 50 %. La préparation, une fois de plus chez Porsche Engineering, permet au moteur de développer 255ch (188 kW), ce qui en fait un des meilleurs V6 atmosphériques du moment.

L'Alliance Renault-Nissan conduit Renault à utiliser le « moteur V6 VQ » Nissan de 3,5 litres, le groupe PSA se retrouvant dès 2007, date d'abandon de la Laguna II, seul utilisateur de l'ES9.
Ce moteur n'est plus disponible sous aucune forme depuis sa suppression sur les Citroën C5 II, intervenue le 2 janvier 2010. Il avait été supprimé courant 2009 sur les Peugeot 607, 407 Coupé et sur la Citroën C6. Son remplacement n'est pas prévu .

## Tableau comparatif
| Type moteur                | ES9J4 (XFZ) / L7X      | ES9J4 (XFZ) / L7X      | ES9J4S / L7X           | ES9J4S / L7X           | ES9/A                  | L7X-760                | L7X-762                |
| Utilisateur                | PSA / Renault          | PSA / Renault          | PSA / Renault          | PSA / Renault          | PSA                    | Renault                | Renault                |
| Cylindrée                  | 2 946 cm3              | 2 946 cm3              | 2 946 cm3              | 2 946 cm3              | 2 946 cm3              | 2 946 cm3              | 2 946 cm3              |
| Alésage (mm) / course (mm) | 87 / 82,6              | 87 / 82,6              | 87 / 82,6              | 87 / 82,6              | 87 / 82,6              | 87 / 82,6              | 87 / 82,6              |
| Énergie                    | Essence                | Essence                | Essence                | Essence                | Essence                | Essence                | Essence                |
| Architecture               | V6 à 60° / 24 soupapes | V6 à 60° / 24 soupapes | V6 à 60° / 24 soupapes | V6 à 60° / 24 soupapes | V6 à 60° / 24 soupapes | V6 à 60° / 24 soupapes | V6 à 60° / 24 soupapes |
| Bloc moteur                | Aluminium              | Aluminium              | Aluminium              | Aluminium              | Aluminium              | Aluminium              | Aluminium              |
| Gestion d'alimentation     | Bosch Motronic         | Bosch Motronic         | Bosch Motronic         | Bosch Motronic         | Bosch Motronic         | Bosch Motronic         | Bosch Motronic         |
| Compression                | 10.5                   | 10.5                   | 10.9                   | 10.9                   | 10.9                   | 11.4                   | 11.4                   |
| Puissance max (ch DIN)     | 194 ch à 5 500 tr/min  | 194 ch à 5 500 tr/min  | 210 ch à 6 000 tr/min  | 210 ch à 6 000 tr/min  | 211 ch à 6 000 tr/min  | 230 ch à 6 000 tr/min  | 254 ch à 7 150 tr/min  |
| Puissance max (kW CEE）    | 140 kW à 5 500 tr/min  | 140 kW à 5 500 tr/min  | 152 kW à 6 000 tr/min  | 152 kW à 6 000 tr/min  | 155 kW à 6 000 tr/min  | 166 kW à 6 000 tr/min  | 187 kW à 7 150 tr/min  |
| Couple max (N m DIN)       | 278 N m à 4 000 tr/min | 278 N m à 4 000 tr/min | 285 N m à 3 750 tr/min | 285 N m à 3 750 tr/min | 291 N m à 3 750 tr/min | 306 N m à 3 750 tr/min | 300 N m à 4 650 tr/min |

## Liste des véhicules
Liste non exhaustive des véhicules équipés du bloc V6 ES9/L7X, situés principalement dans le haut de gamme des trois constructeurs français :
| - Peugeot - 406 (1997 - 2004) - 406 Coupé (1997 - 2004) - 407 (2004 - 2009) - 407 Coupé (2005 - 2009) - 605 (1998 - 1999) - 607 (2000 - 2009) - 807 (2002 - 2005) - Venturi - Venturi 300 Atlantique (Biturbo) | - Citroën - XM (1997 - 2000) - Xantia (1997 - 2001) - C5 I (2000 - 2008) - C5 II (2008 - 2010) - C6 (2005 - 2009) - C8 (2002 - 2005) | - Renault - Clio II (2000 - 2005) - Laguna I (1997 - 2000) - Laguna II (2001 - 2007) - Safrane (1999 - 2000) - Espace III (1998 - 2002) - Avantime (2001 - 2003) |